# 이주용 (바둑 기사)
이주용(李柱龍, 1953년 9월 13일 ~ 1994년)은 대한민국의 전 바둑 기사이다.

## 약력
조남철과 김수영 사범으로부터 바둑을 배웠고 1978년 프로 바둑에 입단했다. 1982년 4단을 거쳐 1990년에 6단으로 승단했다. 1994년 4월에 폐암으로 사망했다.